# Pablo Ortiz (kolumbijski piłkarz)
Pablo Antonio Ortiz Cabezas (ur. 8 czerwca 2000 w Cali) – kolumbijski piłkarz występujący na pozycji środkowego lub lewego obrońcy, od 2024 roku zawodnik słowackiego DAC Dunajská Streda.